# デニス・アルカポーン
デニス・アルカポーン (Dennis Alcapone、本名：デニス・スミス (Dennis Smith)、1947年8月6日 - ) はジャマイカ・クラレンドン教区出身のレゲエディージェイ、音楽プロデューサー。

## 来歴
アルカポーンは溶接工として訓練を受け、ジャマイカ・パブリック・サービス社 (JPS) で働いていた。
アルカポーンは当時島内で人気があったサウンド・システム、特にU・ロイが所属していたキング・タビーのホームタウン・ハイファイと、パンパドゥ (Pampado) が所属していたケントーン・サウンド (Kentone) に影響を受け、1969年に2人の友人、リジー (Lizzy) とサミュエル・ザ・ファースト (Samuel the First) とともにエル・パソ・サウンド (El Paso) を立ち上げる。
エル・パソとアルカポーンは次第に人気を集め、これに注目したプロデューサーのキース・ハドソンの下で初の作品となる「Marker Version」を録音した。この作品がヒットしたため、1970年の内に「Spanish Amigo」、「Shades Of Hudson」、「Revelation Version」、「Maca Version」、「he Sky's The Limit」を録音した（以上の作品は全てデニス・スミス名義）。
その後アルカポーンはコクソン・ドッドのスタジオ・ワンに活動の場を移し、ここで芸名を本名のデニス・スミスからデニス・アルカポーンと改名する。芸名の由来は当時流行していたギャング映画に登場するアル・カポネに自らを投影したからである。
ドッドの下で録音した「Nanny Version」は大きなヒットとなり、アルカポーンはデビューアルバム『Forever Version』を発表した。ドッドとライバル関係にあったデューク・リードもこの人気に目をつけ、1971年から1972年にかけてアルカポーンの「Number One Station」、「The Great Woggie」、「Teach The Children」、「Musical Alphabet」を録音した。また、バニー・リーも同時期にアルカポーンの「Ripe Cherry」、「Guns Don't Argue」を録音した。
1970年から1973の間、アルカポーンは上記のプロデューサー達のほかにリー・ペリー、ジョー・ギブス、プリンス・バスター、アルヴィン・ラングリン、プリンス・トニー・ロビンソン、J・J・ジョンソン、フィル・プラットの下で100枚以上のシングルと3枚のアルバムを発表した。また、1972年にはジャマイカの『Swing』誌でベスト・ディージェイに選ばれた。
この時期、アルカポーンはプロデューサーとしても活動を始め、自分自身やデニス・ブラウン、オーガスタス・パブロやデルロイ・ウィルソンの作品を制作した。
1974年にはイギリスのロンドンに転居し、1977年にかけて4枚のアルバムを発表した。
1979年に母親と死別するとアルカポーンの音楽活動は減少して行き、半引退状態となったが、1988年にライブ活動を再開させると、翌1989年にはWOMADに出演した。1990年にはジャマイカに戻り、旧友バニー・リーのプロデュースでエイドリアン・シャーウッドのアルバム『Two Bad Card』に参加した。1997年にはマッド・プロフェッサーのプロデュースにより『21st Century Version』を発表した。

## 影響
アルカポーンの裏声の奇声を織り交ぜつつ、半分歌うようなディージェイスタイルはI・ロイなどのシングジェイ・スタイルのディージェイ達に影響を与えた。また、アルカポーンと同じくギャングスタ・ネタを得意とするディージェイのディリンジャーはキャリア最初期にはヤング・アルカポーンという芸名であった。

## ディスコグラフィ

### アルバム
- Forever Version (1971, Studio One)
- Guns Don't Argue (1971, Attack/Trojan)
- Soul To Soul DJ's Choice with Lizzy (1973, Treasure Isle/Trojan)
- King Of The Track (1974, Magnet) aka Musical Liquidator
- Belch It Off (1974, Attack)
- Dread Capone (1976, Third World)
- Investigator Rock (1977, Third World) aka Peace and Love
- Six Million Dollar Man (1977, Third World) aka Universal Rockers
- My Voice Is Insured For Half A Million Dollars (1989, Trojan) (compilation)
- Babariba Skank with Lizzy aka Wake Up Jamaica
- 21st Century Version (1997, Ariwa)